# Neophaenis respondens
Neophaenis respondens är en fjärilsart som beskrevs av Walker 1858. Neophaenis respondens ingår i släktet Neophaenis och familjen nattflyn. Inga underarter finns listade i Catalogue of Life.